# 7e étape du Tour d'Espagne 2020
Pour un article plus général, voir Tour d'Espagne 2020.
La 7e étape du Tour d'Espagne 2020 se déroule le mardi 27 octobre 2020, de Vitoria-Gasteiz à Villanueva de Valdegovía, sur une distance de 159,7 km.

## Résultats

### Classement de l'étape
| \| Classement de l'étape \| Classement de l'étape \| Classement de l'étape \| Classement de l'étape \| Classement de l'étape \| \| Coureur \| Coureur \| Pays \| Équipe \| Temps \| \| --------------------- \| --------------------- \| --------------------- \| --------------------- \| --------------------- \| \| 1er \| Michael Woods \| Canada \| EF Pro Cycling \| 3 h 48 min 16 s \| \| 2e \| Omar Fraile \| Espagne \| Astana \| + 4 s \| \| 3e \| Alejandro Valverde \| Espagne \| Movistar Team \| + 4 s \| \| 4e \| Nans Peters \| France \| AG2R La Mondiale \| + 8 s \| \| 5e \| Guillaume Martin \| France \| Cofidis \| + 8 s \| \| 6e \| Rui Costa \| Portugal \| UAE Team Emirates \| + 13 s \| \| 7e \| Alex Aranburu \| Espagne \| Astana \| + 13 s \| \| 8e \| Ide Schelling \| Pays-Bas \| Bora-Hansgrohe \| + 13 s \| \| 9e \| Kenny Elissonde \| France \| Trek-Segafredo \| + 13 s \| \| 10e \| Davide Formolo \| Italie \| UAE Team Emirates \| + 13 s \| |                    |          |                   |                 |
| |                    |          |                   |                 |
| Source : ProCyclingStats |                    |          |                   |                 |
| Classement de l'étape |                    |          |                   |                 |
| Coureur | Coureur            | Pays     | Équipe            | Temps           |
| 1er | Michael Woods      | Canada   | EF Pro Cycling    | 3 h 48 min 16 s |
| 2e | Omar Fraile        | Espagne  | Astana            | + 4 s           |
| 3e | Alejandro Valverde | Espagne  | Movistar Team     | + 4 s           |
| 4e | Nans Peters        | France   | AG2R La Mondiale  | + 8 s           |
| 5e | Guillaume Martin   | France   | Cofidis           | + 8 s           |
| 6e | Rui Costa          | Portugal | UAE Team Emirates | + 13 s          |
| 7e | Alex Aranburu      | Espagne  | Astana            | + 13 s          |
| 8e | Ide Schelling      | Pays-Bas | Bora-Hansgrohe    | + 13 s          |
| 9e | Kenny Elissonde    | France   | Trek-Segafredo    | + 13 s          |
| 10e | Davide Formolo     | Italie   | UAE Team Emirates | + 13 s          |

### Points attribués pour le classement par points
| Sprint intermédiaire Izarra (km 117,3) | Sprint intermédiaire Izarra (km 117,3) | Sprint intermédiaire Izarra (km 117,3) | Sprint intermédiaire Izarra (km 117,3) | Sprint intermédiaire Izarra (km 117,3) |
| -------------------------------------- | -------------------------------------- | -------------------------------------- | -------------------------------------- | -------------------------------------- |
|                                        | Coureur                                | Pays                                   | Équipe                                 | Point(s)                               |
| 1er                                    | Dorian Godon                           | France                                 | AG2R La Mondiale                       | 4                                      |
| 2e                                     | Stan Dewulf                            | Belgique                               | Lotto-Soudal                           | 2                                      |
| 3e                                     | Alejandro Valverde                     | Espagne                                | Movistar                               | 1                                      |
| modifier                               |                                        |                                        |                                        |                                        |

| Arrivée d'étape Villanueva de Valdegovía (km 159,7) | Arrivée d'étape Villanueva de Valdegovía (km 159,7) | Arrivée d'étape Villanueva de Valdegovía (km 159,7) | Arrivée d'étape Villanueva de Valdegovía (km 159,7) | Arrivée d'étape Villanueva de Valdegovía (km 159,7) |
| --------------------------------------------------- | --------------------------------------------------- | --------------------------------------------------- | --------------------------------------------------- | --------------------------------------------------- |
|                                                     | Coureur                                             | Pays                                                | Équipe                                              | Point(s)                                            |
| 1er                                                 | Michael Woods                                       | Canada                                              | EF Pro Cycling                                      | 25                                                  |
| 2e                                                  | Omar Fraile                                         | Espagne                                             | Astana                                              | 20                                                  |
| 3e                                                  | Alejandro Valverde                                  | Espagne                                             | Movistar                                            | 16                                                  |
| 4e                                                  | Nans Peters                                         | France                                              | AG2R La Mondiale                                    | 14                                                  |
| 5e                                                  | Guillaume Martin                                    | France                                              | Cofidis                                             | 12                                                  |
| 6e                                                  | Rui Costa                                           | Portugal                                            | UAE Emirates                                        | 10                                                  |
| 7e                                                  | Alex Aranburu                                       | Espagne                                             | Astana                                              | 9                                                   |
| 8e                                                  | Ide Schelling                                       | Pays-Bas                                            | Bora-Hansgrohe                                      | 8                                                   |
| 9e                                                  | Kenny Elissonde                                     | France                                              | Trek-Segafredo                                      | 7                                                   |
| 10e                                                 | Davide Formolo                                      | Italie                                              | UAE Emirates                                        | 6                                                   |
| 11e                                                 | Mikel Nieve                                         | Espagne                                             | Mitchelton-Scott                                    | 5                                                   |
| 12e                                                 | Michael Storer                                      | Australie                                           | Sunweb                                              | 4                                                   |
| 13e                                                 | Thymen Arensman                                     | Pays-Bas                                            | Sunweb                                              | 3                                                   |
| 14e                                                 | George Bennett                                      | Nouvelle-Zélande                                    | Jumbo-Visma                                         | 2                                                   |
| 15e                                                 | Sepp Kuss                                           | États-Unis                                          | Jumbo-Visma                                         | 1                                                   |
| modifier                                            |                                                     |                                                     |                                                     |                                                     |

### Points attribués pour le classement du meilleur grimpeur
| Puerto de Orduña (km 67,3) 1re catégorie (7,8 km à 7,7%) | Puerto de Orduña (km 67,3) 1re catégorie (7,8 km à 7,7%) | Puerto de Orduña (km 67,3) 1re catégorie (7,8 km à 7,7%) | Puerto de Orduña (km 67,3) 1re catégorie (7,8 km à 7,7%) | Puerto de Orduña (km 67,3) 1re catégorie (7,8 km à 7,7%) |
| -------------------------------------------------------- | -------------------------------------------------------- | -------------------------------------------------------- | -------------------------------------------------------- | -------------------------------------------------------- |
|                                                          | Coureur                                                  | Pays                                                     | Équipe                                                   | Point(s)                                                 |
| 1er                                                      | Sepp Kuss                                                | États-Unis                                               | Jumbo-Visma                                              | 10                                                       |
| 2e                                                       | Guillaume Martin                                         | France                                                   | Cofidis                                                  | 6                                                        |
| 3e                                                       | Robert Power                                             | Australie                                                | Sunweb                                                   | 4                                                        |
| 4e                                                       | Nans Peters                                              | France                                                   | AG2R La Mondiale                                         | 2                                                        |
| 5e                                                       | Alejandro Valverde                                       | Espagne                                                  | Movistar                                                 | 1                                                        |
| modifier                                                 |                                                          |                                                          |                                                          |                                                          |

| Puerto de Orduña (km 140,6) 1re catégorie (7,8 km à 7,7%) | Puerto de Orduña (km 140,6) 1re catégorie (7,8 km à 7,7%) | Puerto de Orduña (km 140,6) 1re catégorie (7,8 km à 7,7%) | Puerto de Orduña (km 140,6) 1re catégorie (7,8 km à 7,7%) | Puerto de Orduña (km 140,6) 1re catégorie (7,8 km à 7,7%) |
| --------------------------------------------------------- | --------------------------------------------------------- | --------------------------------------------------------- | --------------------------------------------------------- | --------------------------------------------------------- |
|                                                           | Coureur                                                   | Pays                                                      | Équipe                                                    | Point(s)                                                  |
| 1er                                                       | Michael Woods                                             | Canada                                                    | EF Pro Cycling                                            | 10                                                        |
| 2e                                                        | Guillaume Martin                                          | France                                                    | Cofidis                                                   | 6                                                         |
| 3e                                                        | Alejandro Valverde                                        | Espagne                                                   | Movistar                                                  | 4                                                         |
| 4e                                                        | Nans Peters                                               | France                                                    | AG2R La Mondiale                                          | 2                                                         |
| 5e                                                        | Omar Fraile                                               | Espagne                                                   | Astana                                                    | 1                                                         |
| modifier                                                  |                                                           |                                                           |                                                           |                                                           |

### Bonifications
|   | Coureur            | Pays     | Équipe           | Secondes |
| - | ------------------ | -------- | ---------------- | -------- |
| 1 | Dorian Godon       | France   | AG2R La Mondiale | 3 s      |
| 2 | Stan Dewulf        | Belgique | Lotto-Soudal     | 2 s      |
| 3 | Alejandro Valverde | Espagne  | Movistar         | 1 s      |

|   | Coureur            | Pays    | Équipe         | Secondes |
| - | ------------------ | ------- | -------------- | -------- |
| 1 | Michael Woods      | Canada  | EF Pro Cycling | 10 s     |
| 2 | Omar Fraile        | Espagne | Astana         | 6 s      |
| 3 | Alejandro Valverde | Espagne | Movistar       | 4 s      |

## Classements à l'issue de l'étape

### Classement général
| \| Classement général \| Classement général \| Classement général \| Classement général \| Classement général \| \| Coureur \| Coureur \| Pays \| Équipe \| Temps \| \| ------------------ \| ------------------- \| ------------------ \| ---------------------- \| ------------------ \| \| 1er \| Richard Carapaz \| Équateur \| Ineos Grenadiers \| 28 h 23 min 51 s \| \| 2e \| Hugh Carthy \| Royaume-Uni \| EF Pro Cycling \| + 18 s \| \| 3e \| Dan Martin \| Irlande \| Israel Start-Up Nation \| + 18 s \| \| 4e \| Primož Roglič \| Slovénie \| Jumbo-Visma \| + 30 s \| \| 5e \| Enric Mas \| Espagne \| Movistar Team \| + 1 min 07 s \| \| 6e \| Felix Großschartner \| Autriche \| Bora-Hansgrohe \| + 1 min 30 s \| \| 7e \| Marc Soler \| Espagne \| Movistar Team \| + 1 min 42 s \| \| 8e \| Esteban Chaves \| Colombie \| Mitchelton-Scott \| + 2 min 02 s \| \| 9e \| Alejandro Valverde \| Espagne \| Movistar Team \| + 2 min 03 s \| \| 10e \| George Bennett \| Nouvelle-Zélande \| Jumbo-Visma \| + 2 min 39 s \| |                     |                  |                        |                  |
| |                     |                  |                        |                  |
| Source : ProCyclingStats |                     |                  |                        |                  |
| Classement général |                     |                  |                        |                  |
| Coureur | Coureur             | Pays             | Équipe                 | Temps            |
| 1er | Richard Carapaz     | Équateur         | Ineos Grenadiers       | 28 h 23 min 51 s |
| 2e | Hugh Carthy         | Royaume-Uni      | EF Pro Cycling         | + 18 s           |
| 3e | Dan Martin          | Irlande          | Israel Start-Up Nation | + 18 s           |
| 4e | Primož Roglič       | Slovénie         | Jumbo-Visma            | + 30 s           |
| 5e | Enric Mas           | Espagne          | Movistar Team          | + 1 min 07 s     |
| 6e | Felix Großschartner | Autriche         | Bora-Hansgrohe         | + 1 min 30 s     |
| 7e | Marc Soler          | Espagne          | Movistar Team          | + 1 min 42 s     |
| 8e | Esteban Chaves      | Colombie         | Mitchelton-Scott       | + 2 min 02 s     |
| 9e | Alejandro Valverde  | Espagne          | Movistar Team          | + 2 min 03 s     |
| 10e | George Bennett      | Nouvelle-Zélande | Jumbo-Visma            | + 2 min 39 s     |

| Classement par points | Classement par points | Classement par points | Classement par points  | Classement par points |
| Coureur               | Coureur               | Pays                  | Équipe                 | Points                |
| --------------------- | --------------------- | --------------------- | ---------------------- | --------------------- |
| 1er                   | Primož Roglič         | Slovénie              | Jumbo-Visma            | 79 pts                |
| 2e                    | Richard Carapaz       | Équateur              | Ineos Grenadiers       | 61 pts                |
| 3e                    | Dan Martin            | Irlande               | Israel Start-Up Nation | 57 pts                |
| 4e                    | Guillaume Martin      | France                | Cofidis                | 48 pts                |
| 5e                    | Michael Woods         | Canada                | EF Pro Cycling         | 45 pts                |
| 6e                    | Alejandro Valverde    | Espagne               | Movistar Team          | 35 pts                |
| 7e                    | Hugh Carthy           | Royaume-Uni           | EF Pro Cycling         | 33 pts                |
| 8e                    | Enric Mas             | Espagne               | Movistar Team          | 33 pts                |
| 9e                    | Felix Großschartner   | Autriche              | Bora-Hansgrohe         | 33 pts                |
| 10e                   | Marc Soler            | Espagne               | Movistar Team          | 29 pts                |

| Classement par points | Classement par points | Classement par points | Classement par points  | Classement par points |
| Coureur               | Coureur               | Pays                  | Équipe                 | Points                |
| --------------------- | --------------------- | --------------------- | ---------------------- | --------------------- |
| 1er                   | Primož Roglič         | Slovénie              | Jumbo-Visma            | 79 pts                |
| 2e                    | Richard Carapaz       | Équateur              | Ineos Grenadiers       | 61 pts                |
| 3e                    | Dan Martin            | Irlande               | Israel Start-Up Nation | 57 pts                |
| 4e                    | Guillaume Martin      | France                | Cofidis                | 48 pts                |
| 5e                    | Michael Woods         | Canada                | EF Pro Cycling         | 45 pts                |
| 6e                    | Alejandro Valverde    | Espagne               | Movistar Team          | 35 pts                |
| 7e                    | Hugh Carthy           | Royaume-Uni           | EF Pro Cycling         | 33 pts                |
| 8e                    | Enric Mas             | Espagne               | Movistar Team          | 33 pts                |
| 9e                    | Felix Großschartner   | Autriche              | Bora-Hansgrohe         | 33 pts                |
| 10e                   | Marc Soler            | Espagne               | Movistar Team          | 29 pts                |

| Classement de la montagne | Classement de la montagne | Classement de la montagne | Classement de la montagne | Classement de la montagne |
| Coureur                   | Coureur                   | Pays                      | Équipe                    | Points                    |
| ------------------------- | ------------------------- | ------------------------- | ------------------------- | ------------------------- |
| 1er                       | Guillaume Martin          | France                    | Cofidis                   | 27 pts                    |
| 2e                        | Sepp Kuss                 | États-Unis                | Jumbo-Visma               | 24 pts                    |
| 3e                        | Tim Wellens               | Belgique                  | Lotto-Soudal              | 19 pts                    |
| 4e                        | Richard Carapaz           | Équateur                  | Ineos Grenadiers          | 18 pts                    |
| 5e                        | Dan Martin                | Irlande                   | Israel Start-Up Nation    | 16 pts                    |
| 6e                        | Michael Woods             | Canada                    | EF Pro Cycling            | 16 pts                    |
| 7e                        | Ion Izagirre              | Espagne                   | Astana                    | 11 pts                    |
| 8e                        | Alejandro Valverde        | Espagne                   | Movistar Team             | 11 pts                    |
| 9e                        | Primož Roglič             | Slovénie                  | Jumbo-Visma               | 7 pts                     |
| 10e                       | Quentin Jauregui          | France                    | AG2R La Mondiale          | 6 pts                     |

| Classement de la montagne | Classement de la montagne | Classement de la montagne | Classement de la montagne | Classement de la montagne |
| Coureur                   | Coureur                   | Pays                      | Équipe                    | Points                    |
| ------------------------- | ------------------------- | ------------------------- | ------------------------- | ------------------------- |
| 1er                       | Guillaume Martin          | France                    | Cofidis                   | 27 pts                    |
| 2e                        | Sepp Kuss                 | États-Unis                | Jumbo-Visma               | 24 pts                    |
| 3e                        | Tim Wellens               | Belgique                  | Lotto-Soudal              | 19 pts                    |
| 4e                        | Richard Carapaz           | Équateur                  | Ineos Grenadiers          | 18 pts                    |
| 5e                        | Dan Martin                | Irlande                   | Israel Start-Up Nation    | 16 pts                    |
| 6e                        | Michael Woods             | Canada                    | EF Pro Cycling            | 16 pts                    |
| 7e                        | Ion Izagirre              | Espagne                   | Astana                    | 11 pts                    |
| 8e                        | Alejandro Valverde        | Espagne                   | Movistar Team             | 11 pts                    |
| 9e                        | Primož Roglič             | Slovénie                  | Jumbo-Visma               | 7 pts                     |
| 10e                       | Quentin Jauregui          | France                    | AG2R La Mondiale          | 6 pts                     |

| Classement du meilleur jeune | Classement du meilleur jeune | Classement du meilleur jeune | Classement du meilleur jeune | Classement du meilleur jeune |
| Coureur                      | Coureur                      | Pays                         | Équipe                       | Temps                        |
| ---------------------------- | ---------------------------- | ---------------------------- | ---------------------------- | ---------------------------- |
| 1er                          | Enric Mas                    | Espagne                      | Movistar Team                | 28 h 24 min 58 s             |
| 2e                           | David Gaudu                  | France                       | Groupama-FDJ                 | + 2 min 40 s                 |
| 3e                           | Gino Mäder                   | Suisse                       | NTT Pro Cycling              | + 2 min 57 s                 |
| 4e                           | Aleksandr Vlasov             | Russie                       | Astana                       | + 5 min 27 s                 |
| 5e                           | Kobe Goossens                | Belgique                     | Lotto-Soudal                 | + 12 min 36 s                |
| 6e                           | Georg Zimmermann             | Allemagne                    | CCC Team                     | + 12 min 54 s                |
| 7e                           | Andrea Bagioli               | Italie                       | Deceuninck-Quick Step        | + 17 min 54 s                |
| 8e                           | Clément Champoussin          | France                       | AG2R La Mondiale             | + 22 min 34 s                |
| 9e                           | William Barta                | États-Unis                   | CCC Team                     | + 24 min 26 s                |
| 10e                          | Jhojan García                | Colombie                     | Caja Rural-Seguros RGA       | + 26 min 57 s                |

| Classement du meilleur jeune | Classement du meilleur jeune | Classement du meilleur jeune | Classement du meilleur jeune | Classement du meilleur jeune |
| Coureur                      | Coureur                      | Pays                         | Équipe                       | Temps                        |
| ---------------------------- | ---------------------------- | ---------------------------- | ---------------------------- | ---------------------------- |
| 1er                          | Enric Mas                    | Espagne                      | Movistar Team                | 28 h 24 min 58 s             |
| 2e                           | David Gaudu                  | France                       | Groupama-FDJ                 | + 2 min 40 s                 |
| 3e                           | Gino Mäder                   | Suisse                       | NTT Pro Cycling              | + 2 min 57 s                 |
| 4e                           | Aleksandr Vlasov             | Russie                       | Astana                       | + 5 min 27 s                 |
| 5e                           | Kobe Goossens                | Belgique                     | Lotto-Soudal                 | + 12 min 36 s                |
| 6e                           | Georg Zimmermann             | Allemagne                    | CCC Team                     | + 12 min 54 s                |
| 7e                           | Andrea Bagioli               | Italie                       | Deceuninck-Quick Step        | + 17 min 54 s                |
| 8e                           | Clément Champoussin          | France                       | AG2R La Mondiale             | + 22 min 34 s                |
| 9e                           | William Barta                | États-Unis                   | CCC Team                     | + 24 min 26 s                |
| 10e                          | Jhojan García                | Colombie                     | Caja Rural-Seguros RGA       | + 26 min 57 s                |

| Classement par équipes | Classement par équipes | Classement par équipes | Classement par équipes |
| Équipe                 | Équipe                 | Pays                   | Temps                  |
| ---------------------- | ---------------------- | ---------------------- | ---------------------- |
| 1re                    | Movistar Team          | Espagne                | 85 h 16 min 40 s       |
| 2e                     | UAE Team Emirates      | Émirats arabes unis    | + 3 min 03 s           |
| 3e                     | Jumbo-Visma            | Pays-Bas               | + 7 min 43 s           |
| 4e                     | Astana                 | Kazakhstan             | + 9 min 23 s           |
| 5e                     | Mitchelton-Scott       | Australie              | + 24 min 27 s          |
| 6e                     | Cofidis                | France                 | + 39 min 25 s          |
| 7e                     | Ineos Grenadiers       | Royaume-Uni            | + 43 min 03 s          |
| 8e                     | Trek-Segafredo         | États-Unis             | + 55 min 34 s          |
| 9e                     | Groupama-FDJ           | France                 | + 1 h 01 min 20 s      |
| 10e                    | Caja Rural-Seguros RGA | Espagne                | + 1 h 05 min 58 s      |

| Classement par équipes | Classement par équipes | Classement par équipes | Classement par équipes |
| Équipe                 | Équipe                 | Pays                   | Temps                  |
| ---------------------- | ---------------------- | ---------------------- | ---------------------- |
| 1re                    | Movistar Team          | Espagne                | 85 h 16 min 40 s       |
| 2e                     | UAE Team Emirates      | Émirats arabes unis    | + 3 min 03 s           |
| 3e                     | Jumbo-Visma            | Pays-Bas               | + 7 min 43 s           |
| 4e                     | Astana                 | Kazakhstan             | + 9 min 23 s           |
| 5e                     | Mitchelton-Scott       | Australie              | + 24 min 27 s          |
| 6e                     | Cofidis                | France                 | + 39 min 25 s          |
| 7e                     | Ineos Grenadiers       | Royaume-Uni            | + 43 min 03 s          |
| 8e                     | Trek-Segafredo         | États-Unis             | + 55 min 34 s          |
| 9e                     | Groupama-FDJ           | France                 | + 1 h 01 min 20 s      |
| 10e                    | Caja Rural-Seguros RGA | Espagne                | + 1 h 05 min 58 s      |

## Prix de la Combativité
- Alejandro Valverde (Movistar)

## Abandons
- Matteo Moschetti (Trek-Segafredo) : hors délais
- Jay McCarthy (Bora-Hansgrohe) : abandon
- Romain Seigle (Groupama-FDJ) : abandon